# Peter Zieme
Peter Zieme (* 19. April 1942 in Berlin) ist ein deutscher Turkologe.

## Leben
Er studierte Iranistik und Turkologie an der Humboldt-Universität zu Berlin (1960–1965). Nach der Promotion A 1969 und der Promotion B 1984 arbeitete nach dem von 1965 bis 2007 an der Akademie der Wissenschaften der DDR beziehungsweise der Berlin-Brandenburgischen Akademie der Wissenschaften mit dem Schwerpunkt der Edition von alttürkischen Turfantexten, die Zeugnisse dreier Weltreligionen (Buddhismus, Manichäismus, Christentum) in den zentralasiatischen Oasen im Westuigurischen Königreich (9.–14. Jahrhundert). 1999 wurde er korrespondierendes Mitglied der Bayerischen Akademie der Wissenschaften. Er war Arbeitsstellenleiter im Akademievorhaben Turfanforschung der Berlin-Brandenburgischen Akademie der Wissenschaften und Honorarprofessor am Institut für Turkologie der FU Berlin.

## Schriften (Auswahl)
- Die Stabreimtexte der Uiguren von Turfan und Dunhuang. Studien zur alttürkischen Dichtung. Budapest 1991, ISBN 963-05-5301-5.
- Religion und Gesellschaft im uigurischen Königreich von Qočo. Kolophone und Stifter des alttürkischen buddhistischen Schrifttums aus Zentralasien. Opladen 1992, ISBN 3-531-05106-7.
- Fragmenta Buddhica Uigurica. Ausgewählte Schriften. Berlin 2009, ISBN 978-3-87997-349-1.
- Altuigurische Texte der Kirche des Ostens aus Zentralasien. Old Uigur texts of the Church of the East from Central Asia. Piscataway 2015, ISBN 1-4632-0551-1.